# Dennis Gillespie
Dennis Gillespie (Duntocher, 8 gennaio 1936 – 5 giugno 2001) è stato un calciatore scozzese, di ruolo attaccante.

## Carriera
Gillespie, dopo aver giocato da ragazzo nel Duntocher Hibs, dal 1957 al 1959 militò con i cadetti dell'Alloa Athletic. 
Nell'agosto 1959 viene ingaggiato per la cifra di £3.000 dal Dundee Utd. Con gli Arabs, prima sotto la guida di Jerry Kerr e poi di Jim McLean, ottenne la promozione nella massima serie scozzese al termine della Scottish Division Two 1959-1960, vinse quattro Forfarshire Cup oltre ad ottenere come miglior piazzamento due quinto posto nella Scottish Division One 1965-1966 e 1968-1969. 
Con il suo club partecipò alla Coppa delle Fiere 1966-1967, ove eliminò nei sedicesimi di finale i campioni in carica del Barcellona, prima squadra scozzese a vincere in una trasferta in Spagna, ma venendo eliminato nel turno successivo dagli italiani della Juventus. Nella Coppa delle Fiere 1969-1970 si ferma ai trentaduesimi di finale, mentre nell'edizione seguente invece raggiunse i sedicesimi di finale.
Venne inserito nella hall of fame del club nel 2008.
Nell'estate 1967 con gli scozzesi disputò il campionato nordamericano organizzato dalla United Soccer Association: accadde infatti che tale campionato fu disputato da formazioni europee e sudamericane per conto delle franchigie ufficialmente iscritte al campionato, che per ragioni di tempo non avevano potuto allestire le proprie squadre. Il Dundee United rappresentò il Dallas Tornado, che concluse la Western Division al sesto ed ultimo posto.
Relegato nelle riserve nell'ultimo periodo ai Tangerines, dopo aver rifiutato dagli arancioneri un ruolo di allenatore e volendo continuare a giocare nell'aprile 1972 viene trasferito gratuitamente dal Brechin City, club con cui milita sino al 1976 nella serie cadetta scozzese.

## Palmarès
- Forfarshire Cup: 4

Dundee Utd: 1960-1961, 1962-1963, 1964-1965, 1968-1969